# (28006) 1997 XM5
1997 أكس أم 5 (ويعرف أيضًا باسم (28006) 1997 أكس أم 5 وفق تسمية الكوكب الصغير) (بالإنجليزية: 1997 XM5)‏ هو كويكب ضمن حزام الكويكبات؛ وترتيبه 28006 من حيث الاكتشاف.
اكتُشف هذا الجُرم الفلكي بواسطة تاكيشي أوراتا ‏ في 3 ديسمبر 1997.

## وصلات خارجية
- (28006) 1997 XM5 في قاعدة بيانات مختبر الدفع النفاث لأجرام النظام الشمسي الصغيرة

- الاكتشاف · مخطط المدار ·  العناصر المدارية · المعلمات المادية

- (28006) 1997 XM5 على موقع ويكي سكاي: DSS2, SDSS, GALEX, IRAS, Hydrogen α, X-Ray, Astrophoto, Sky Map, Articles and images